# Jair (ur. 1988)
Jair Eduardo Britto da Silva (ur. 10 czerwca 1988) – brazylijski piłkarz występujący na pozycji napastnika.

## Kariera piłkarska
Od 2007 roku występował w ABC, Brasil Pelotas, Ponte Preta, Jeju United, JEF United Chiba, Emirates Club, Kashima Antlers, Caxias, Hatta Club i Jeonnam Dragons.